# Фонтан Баркачча

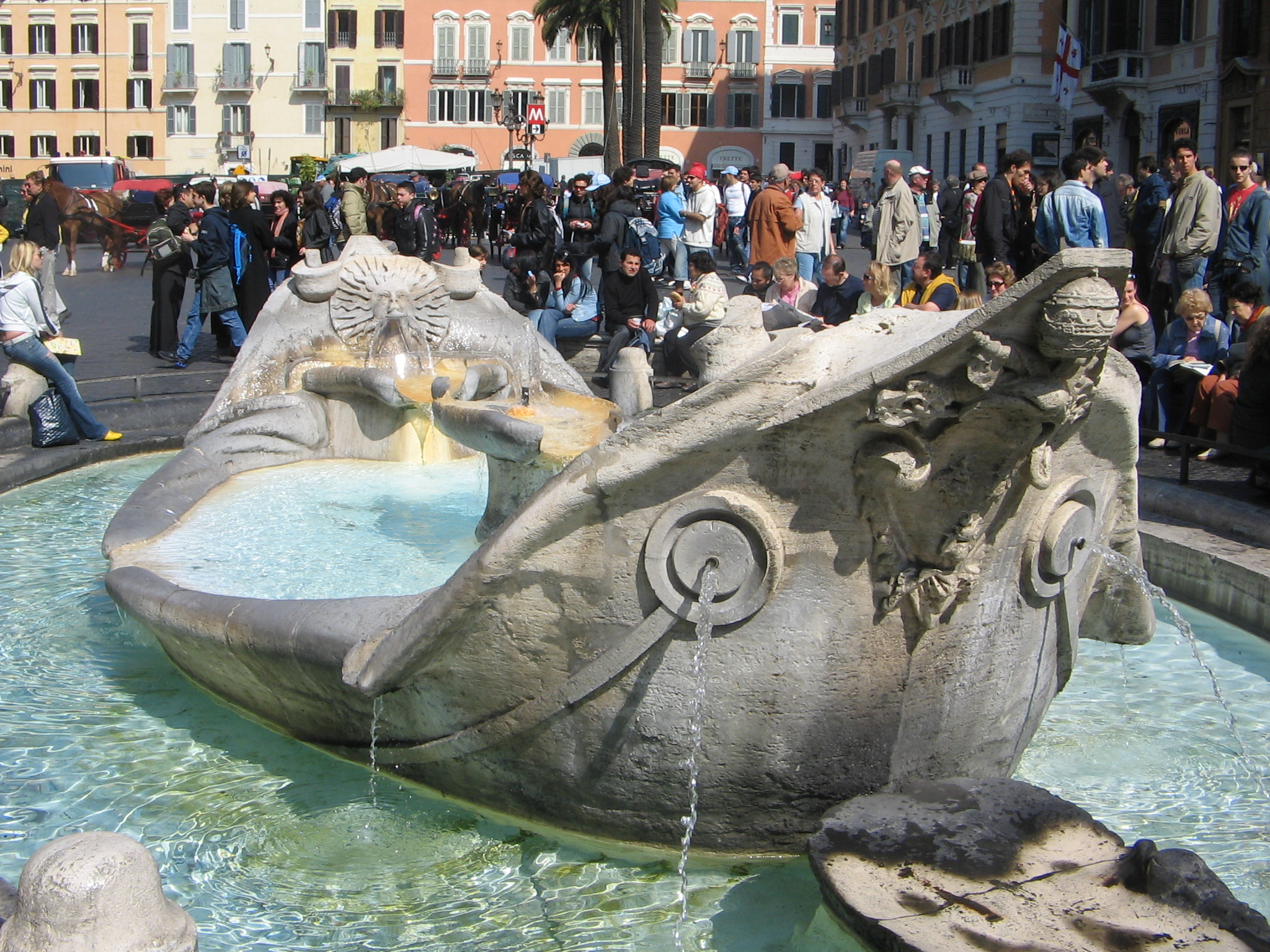
Фонтан Баркачча

Фонтан Баркачча (італ. Fontana Barcaccia — фонтан човник) — фонтан в стилі бароко на площі Іспанії в Римі біля Іспанських сходів. 

## Історія
Побудований у 1627–1629 роках за проєктом П'єтро Берніні, майстра фонтанної справи, батька Лоренцо Берніні на замовлення папи Урбана VIII. 
Назву Баркачча (баркас, човник) фонтан отримав завдяки своїй формі напівзатопленого човна і встановлено у пам'ять про повінь в Римі у 1598 році, коли на затопленій площі сів на мілину човен. Події того року і обіграв П'єтро Берніні в своєму несподіваному проєкті для фонтану. 
Фонтан забезпечується водою з античного акведука Аква Вірго.

## Галерея

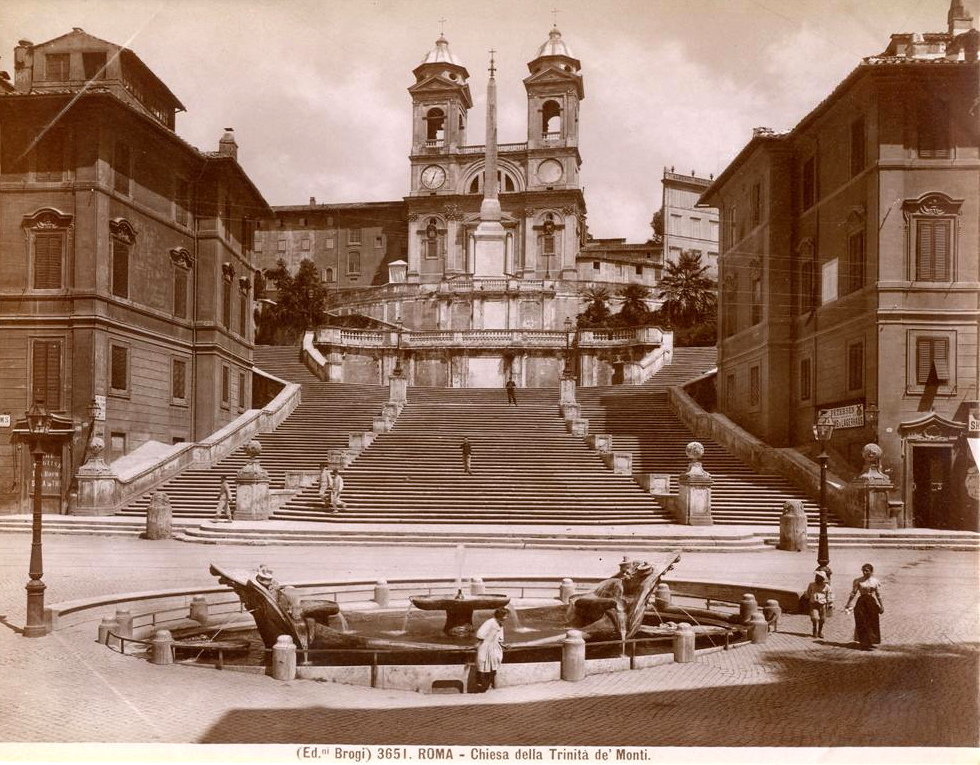
Старе фото
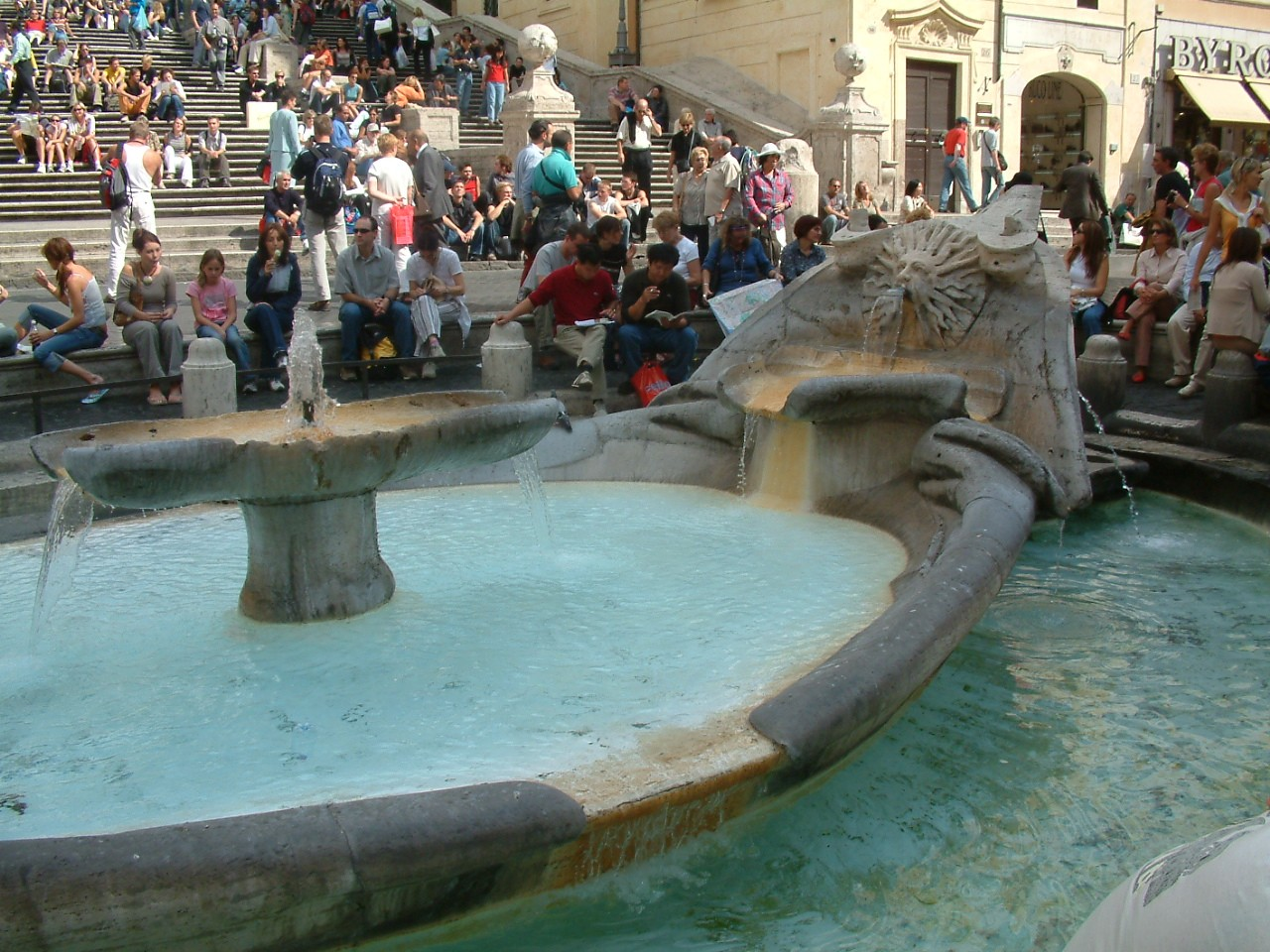
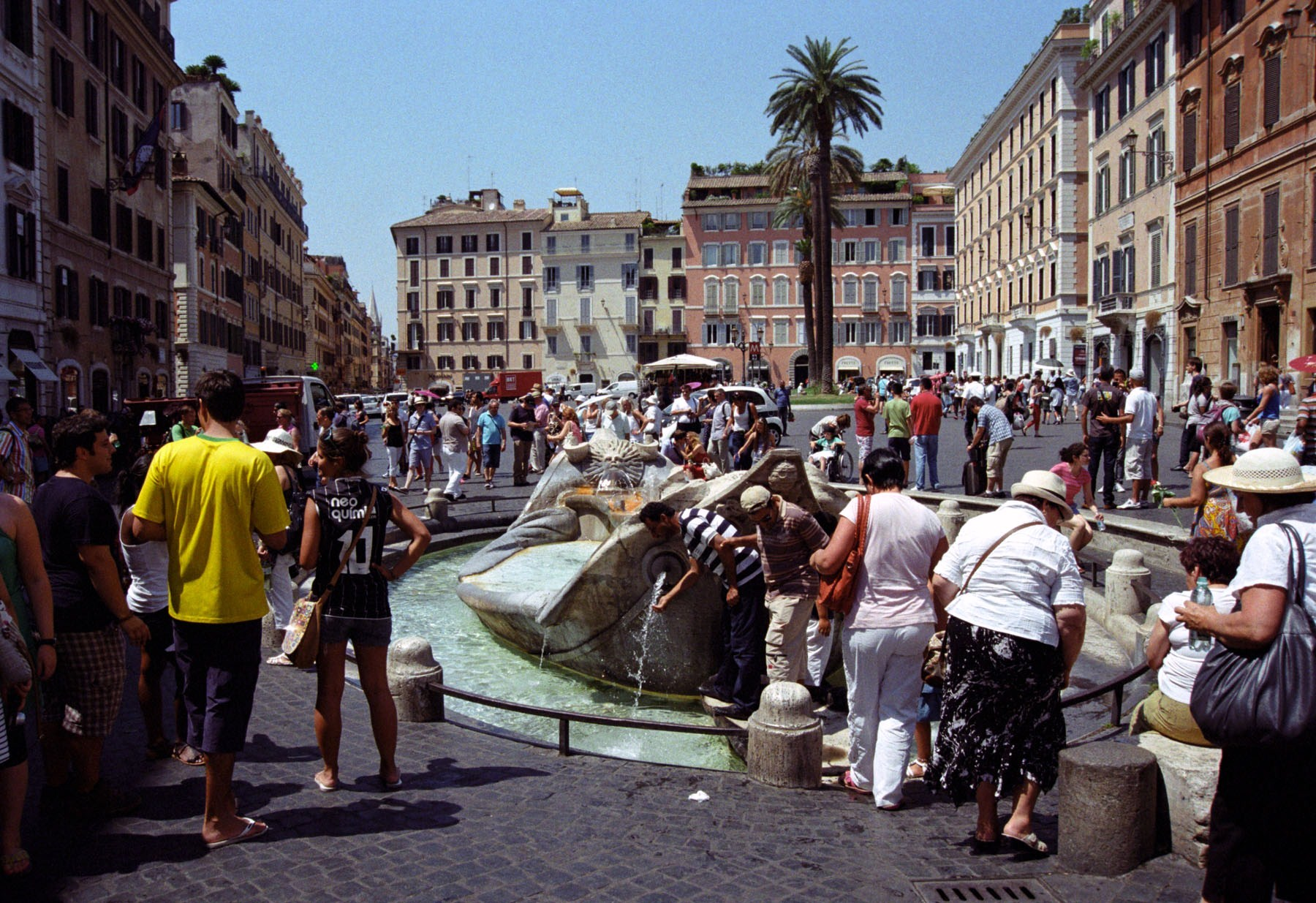
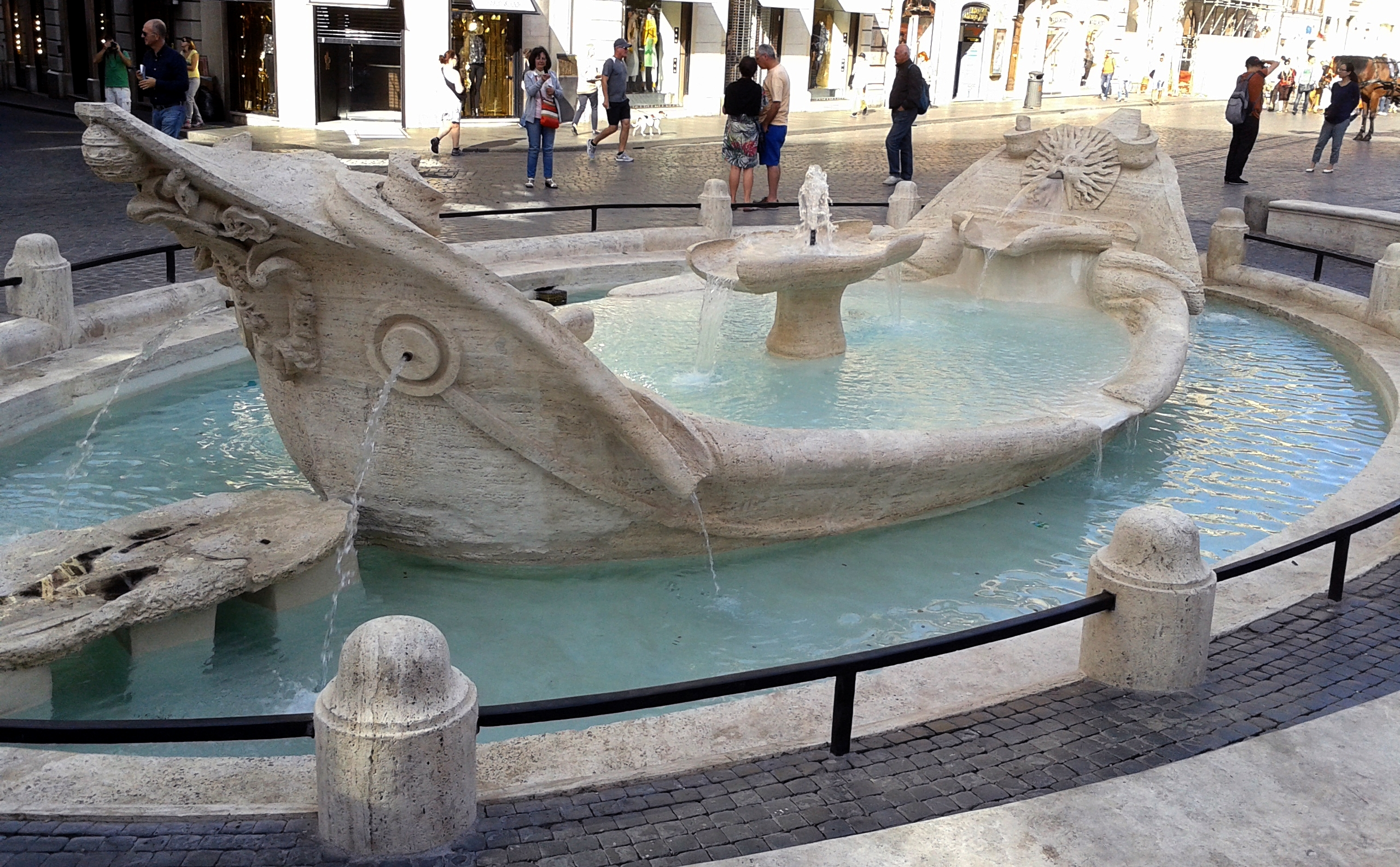
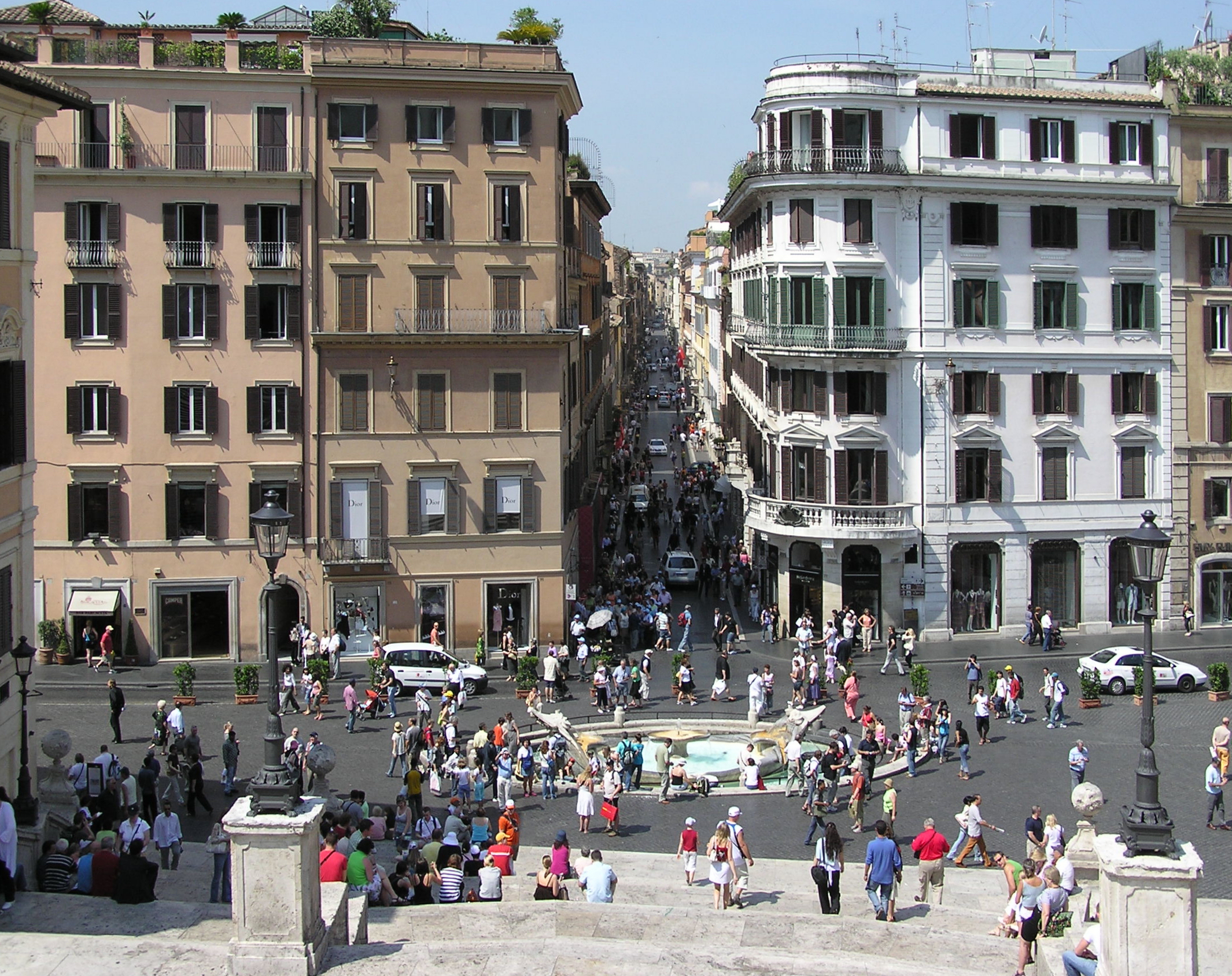
Вид з Іспанських сходів
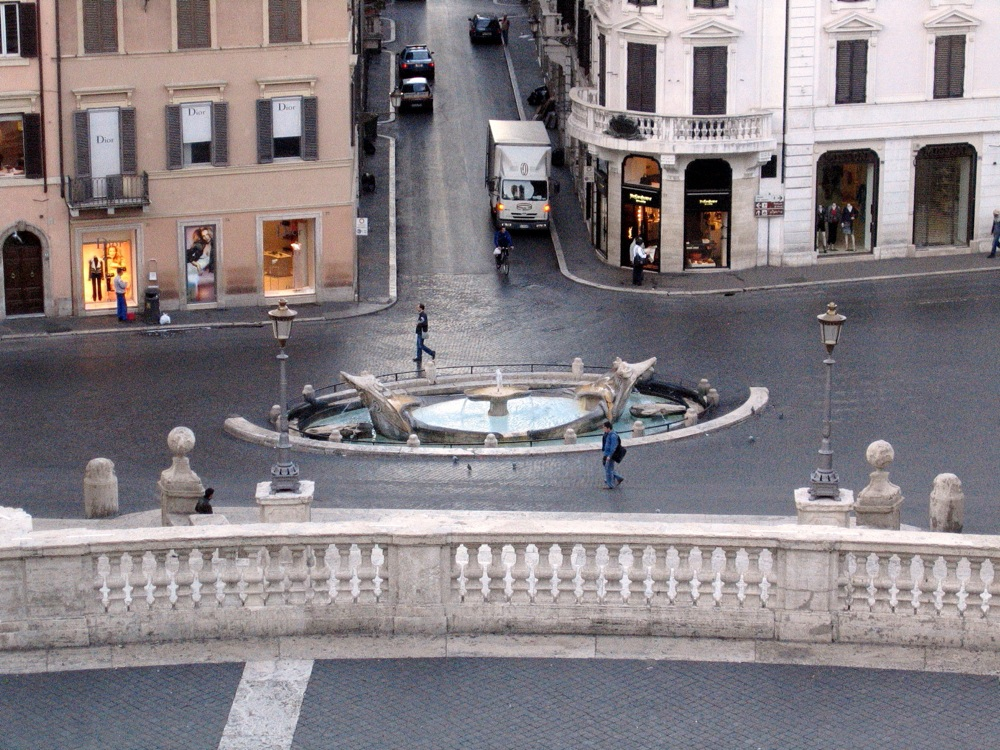
Вид з Іспанських сходів
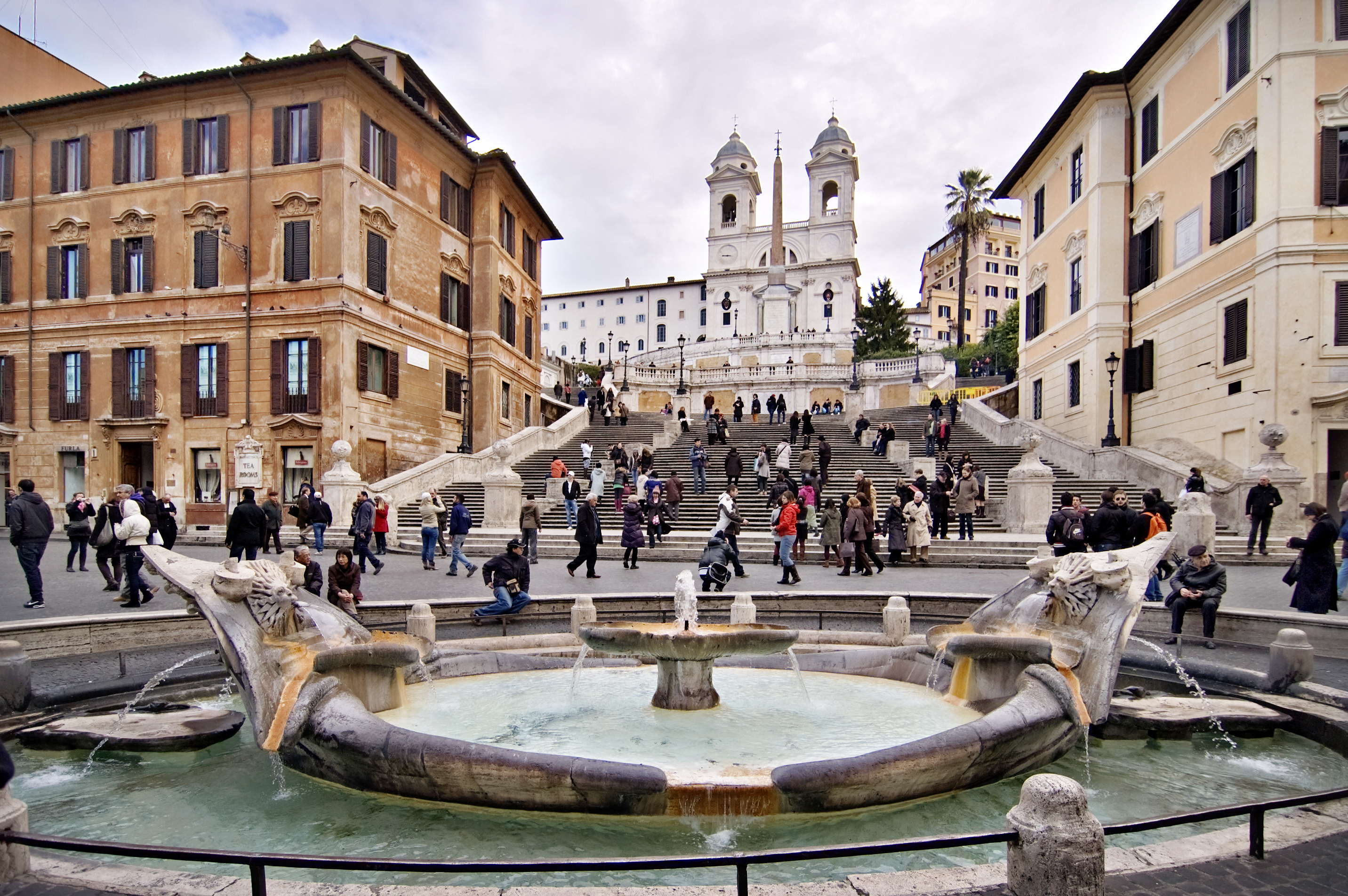
Вид на Іспанські сходи та церкву Триніта деї Монті